# Albrecht Altdorfer
Albrecht Altdorfer (kolem 1480 Altdorf v Dolním Bavorsku, možná Řezno – 12. února 1538 Řezno) byl německý renesanční malíř, grafik, rytec a stavitel, žák Albrechta Dürera a jeden z prvních představitelů tzv. Školy malých norimberských mistrů.

## Biografie
O jeho životě je známo velmi málo. Pravděpodobně byl synem malíře Ulricha Altdorfera. Spolu s Lucasem Cranachem starším a Wolfem Huberem je považován za hlavního představitele tzv. Podunajské školy. Většinu života prožil v Řezně, kde získal jako „Amberský malíř“ 13. března roku 1505 měšťanské právo. Známý tam byl i jako stavitel kostela a konstruktér městského opevnění. Roku 1519 byl zvolen členem městské rady. Městským stavitelem byl jmenován v roce 1526. Altdorfer cestoval často do Vídně.
Albrechtův bratr Erhard Altdorfer se stal také malířem a grafikem, ale byl žákem Lucase Cranacha staršího.

## Tvorba
Altdorfer byl významný malíř, kreslíř, grafik i stavební konstruktér.
- Malba  Podněty čerpal z rakouského a italského umění, z německého zejména z tvorby Albrechta Dűrera. Usiloval o jednotu kompozic figur a přírody, zajímala ho vazba figurálních motivů se stylizovanou hornatou krajinou, což bylo pro představitele Podunajské školy typické. I když v pozdějších letech tento zájem pro jeho tvorbu nebyl tak důležitý, zařadil se mezi první malíře krajinomalby odpozorované z přírody. Přes snahu o přesné zobrazení jsou pro něho typické hornaté útvary, zasazené do neurčité hloubky prostoru.[2] Často ztvárňoval v krajině výjevy z mytologie antické, biblické i historické motivy. Prožitek náboženských scén stupňuje prosvětlením zářícími barvami. Jeho obrazy někdy směřují až k expresionismu. Jeho oblíbeným tématem byly chvíle intimity mezi Kristem a jeho matkou či jiných svatých. K nejznámějším sakrálním motivům patří Legenda o sv. Šebestiánovi a Umučení Krista z takzvaného Šebestiánova oltáře z kláštera augustiniánů v Sankt Florianu na Dunaji. Uzavřená oltářní archa ukazuje čtyři výjevy z legendy o sv. Šebestiánovi, otevřená křídla zobrazují křížovou cestu. V současnosti je oltářní obraz demontován. Dvě scény z oltáře  Pohřbení a Vzkříšení byly prodány do Kunsthistorisches Museum ve Vídni v roce 1923 a 1930.

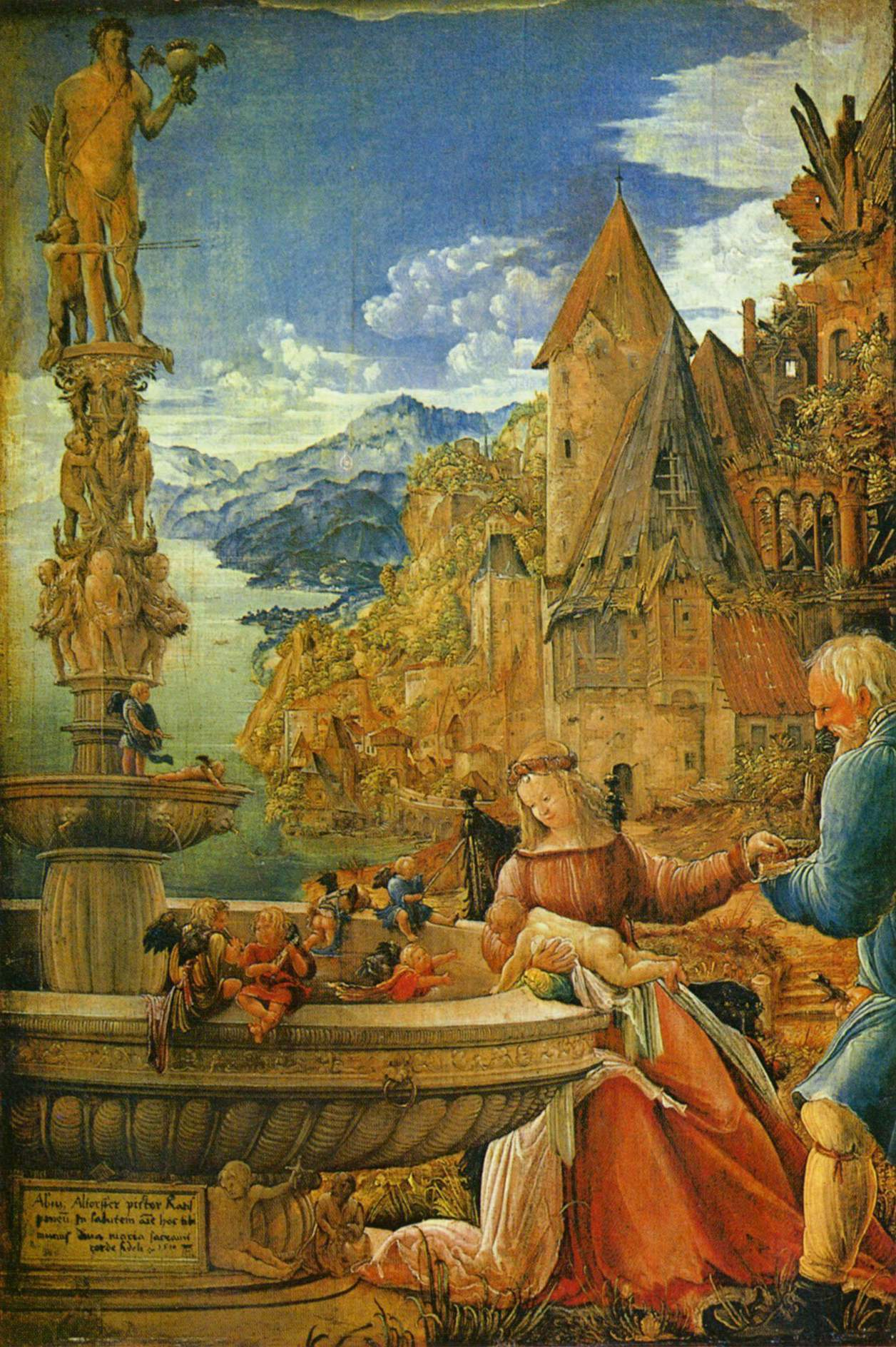
Odpočinek na útěku do Egypta
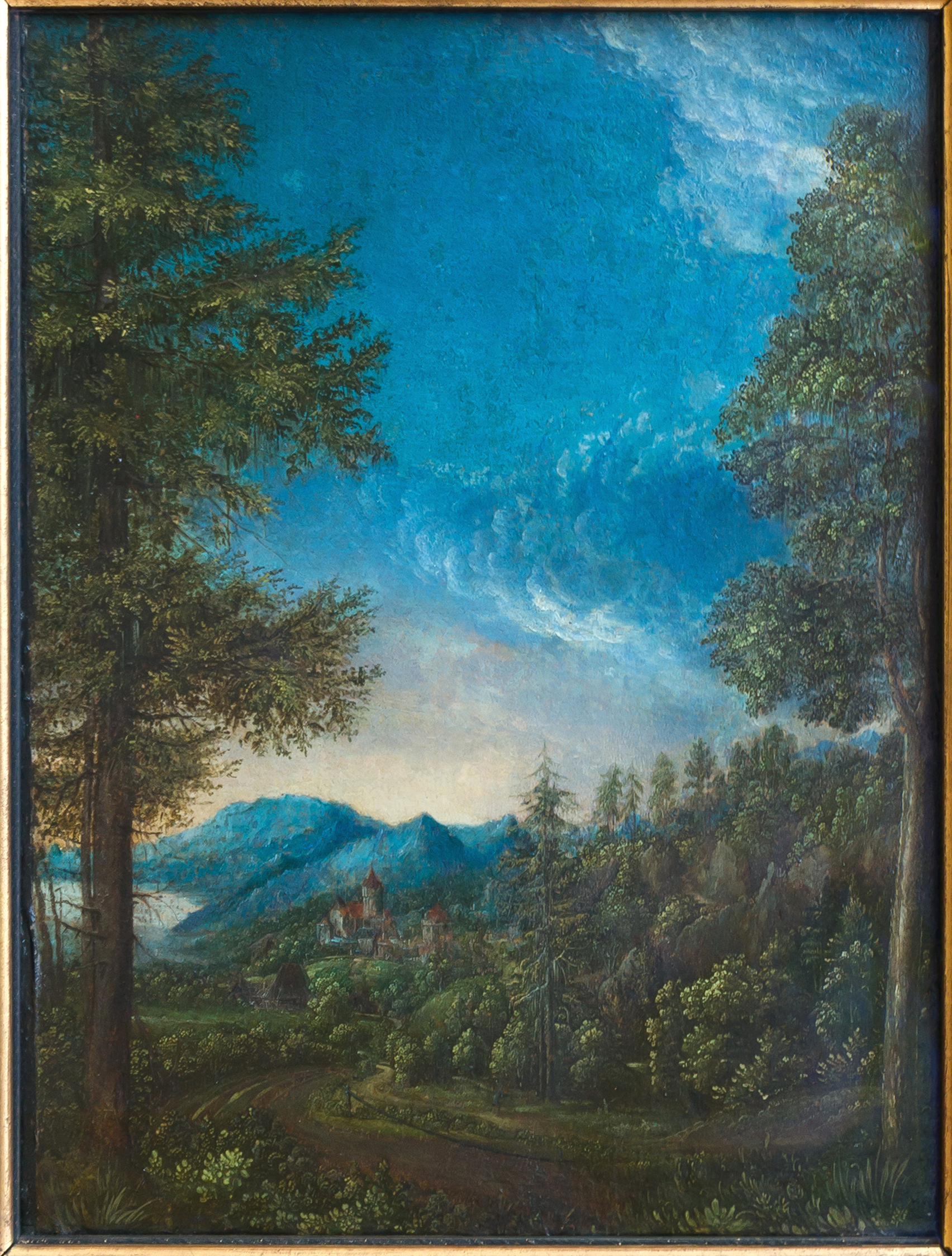
Podunajská krajina se zámkem Wörth u Řezna
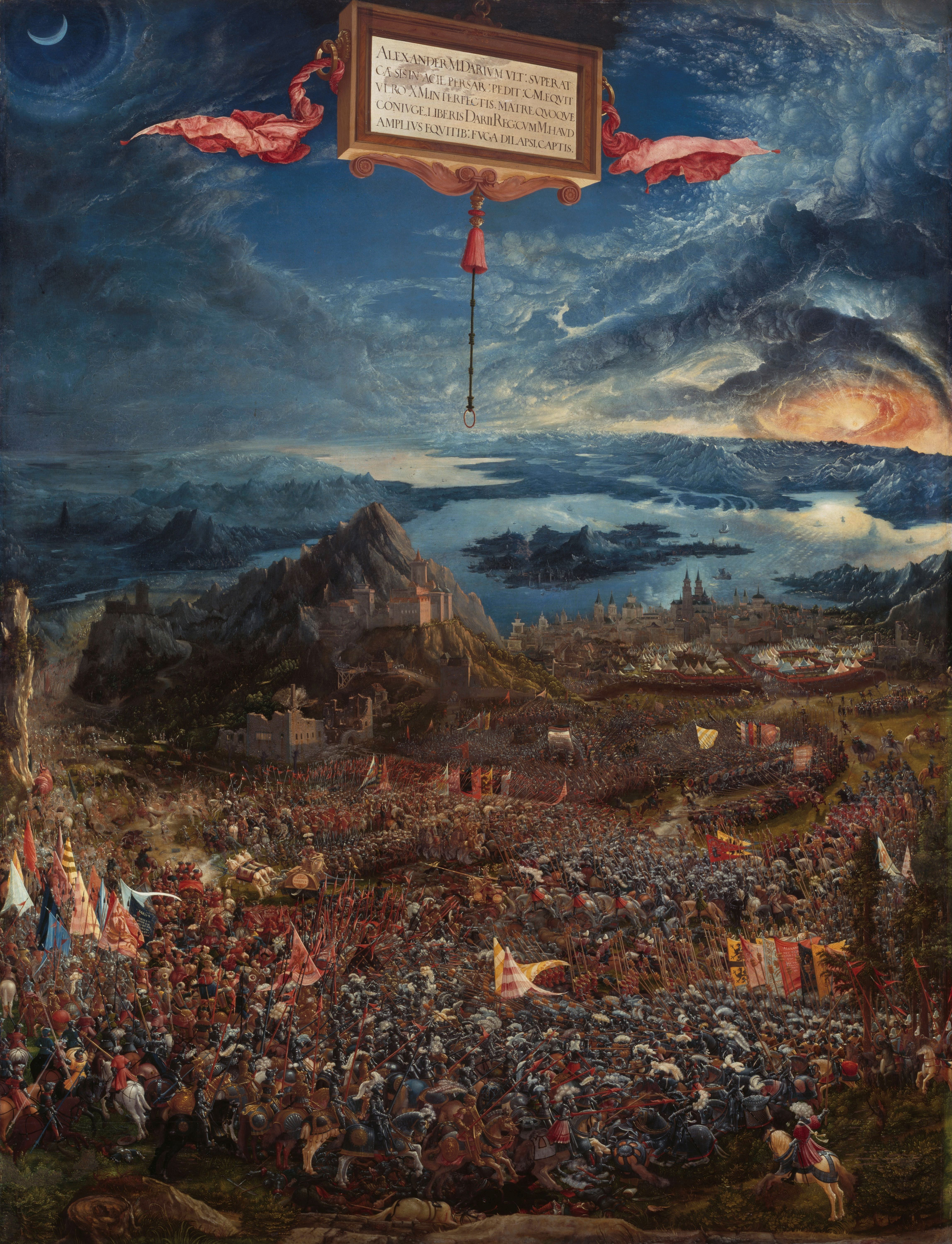
Bitva Alexandra Velikého u Issu
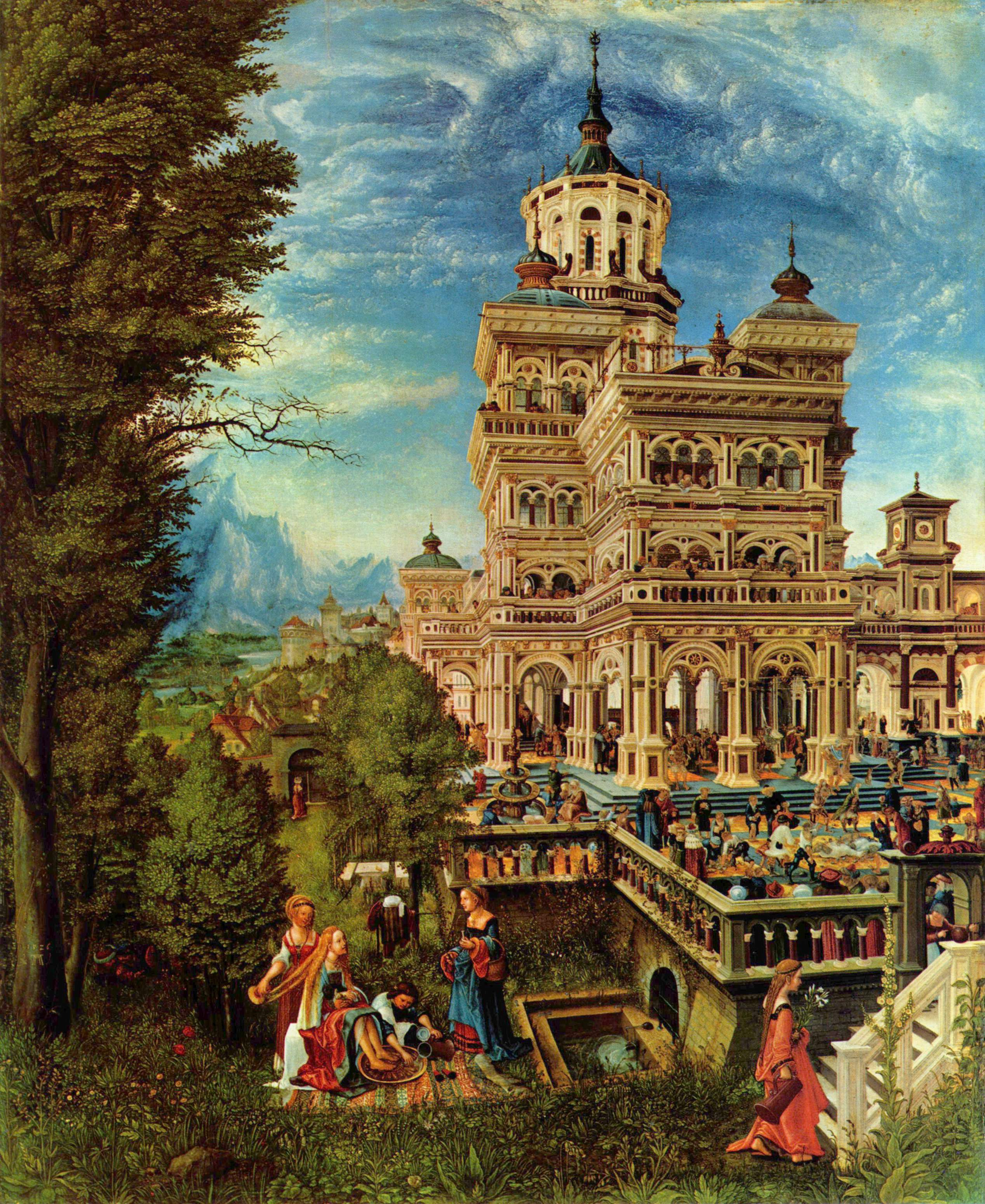
Zuzana v lázni
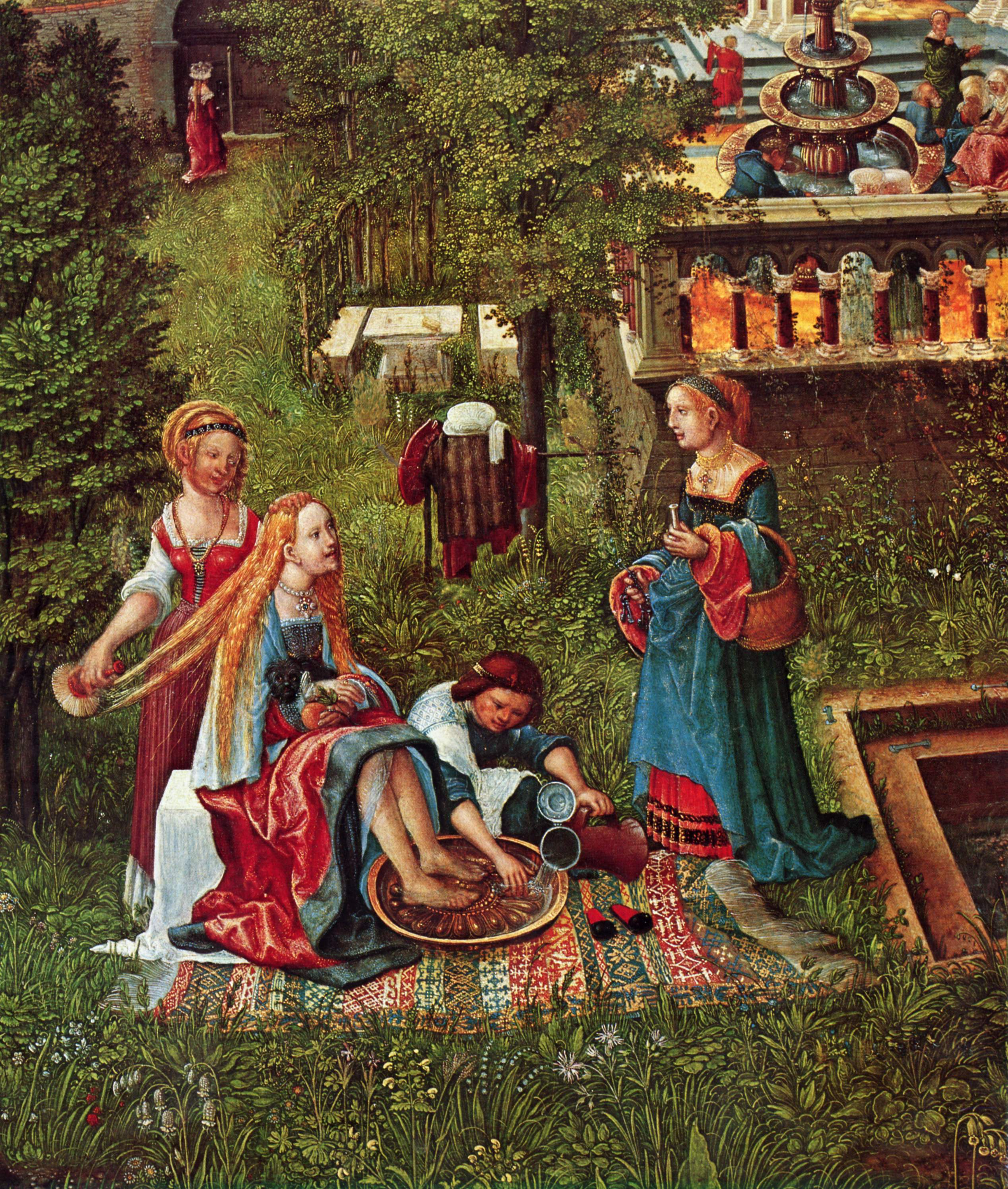
Zuzana v lázni, detail
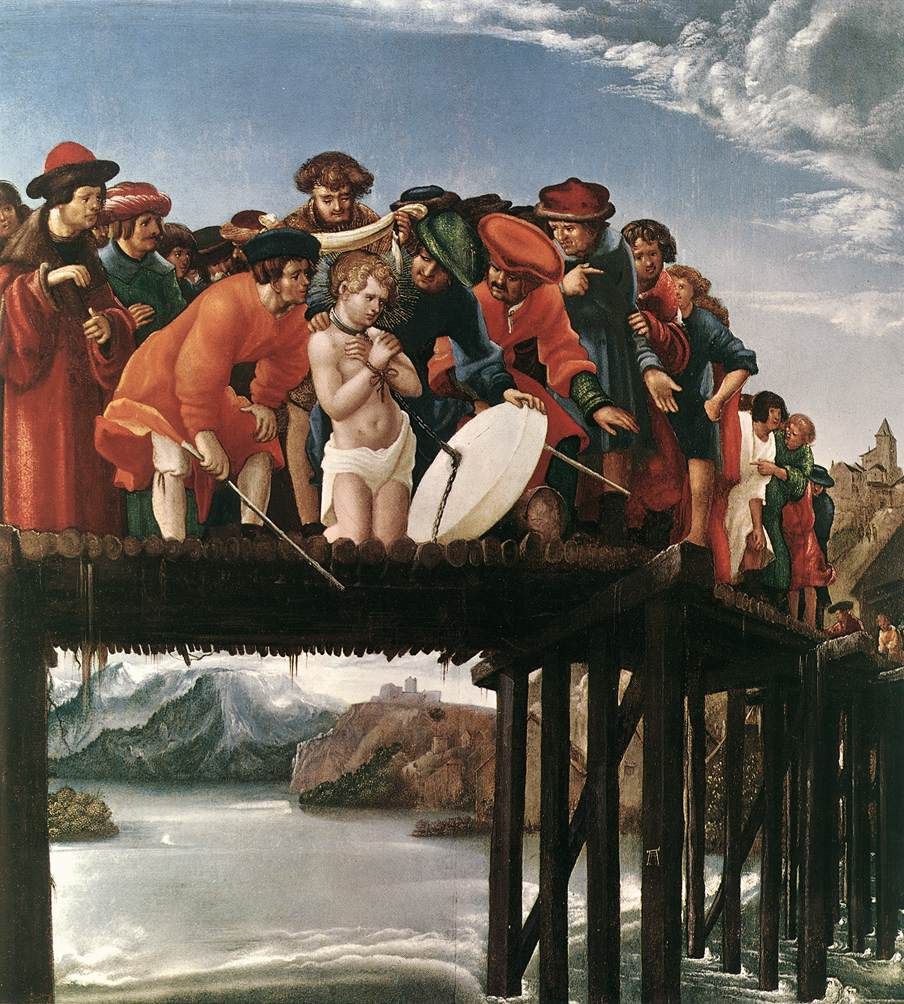
Utrpení sv. Floriána
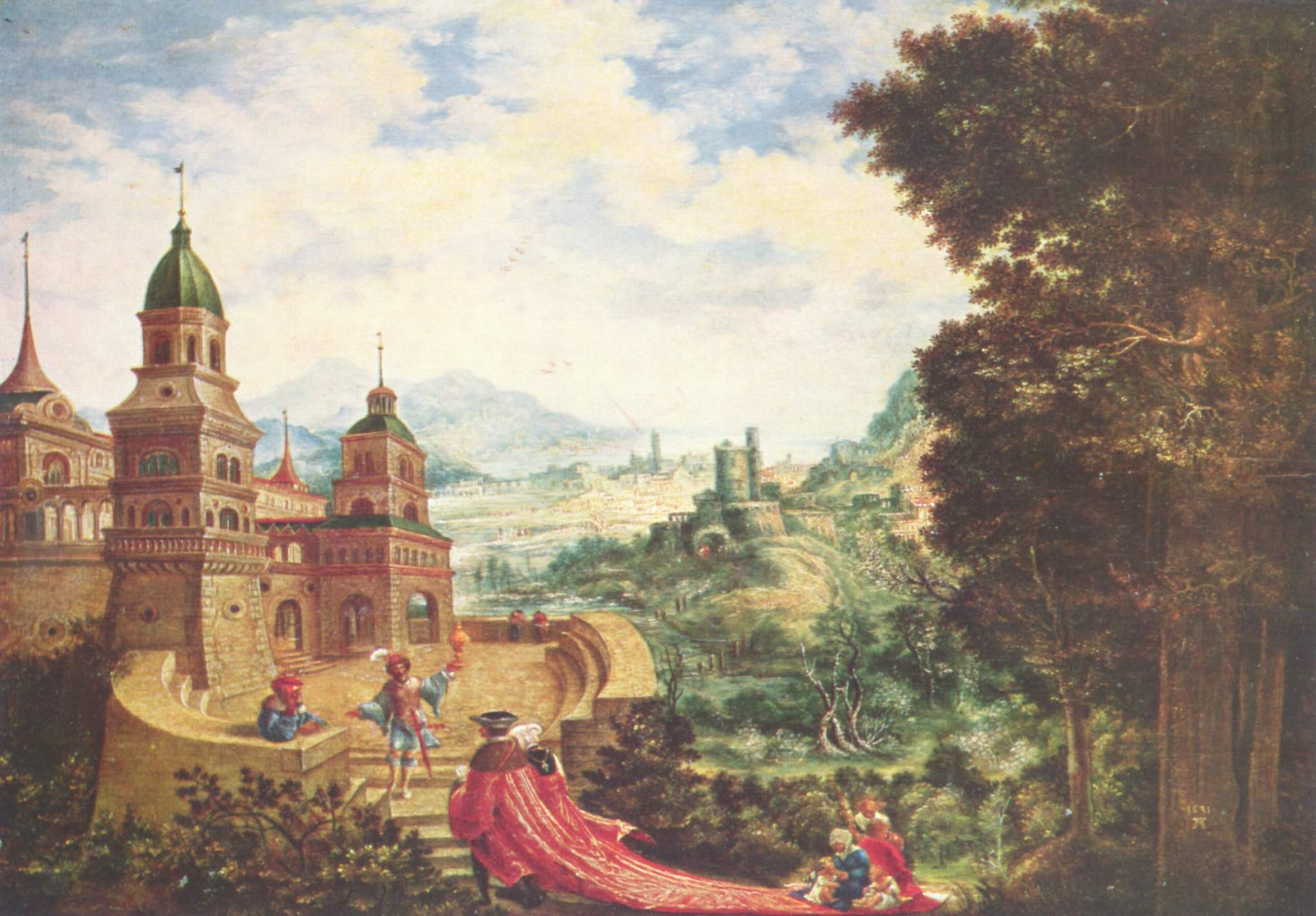
Alegorie o žebrákovi
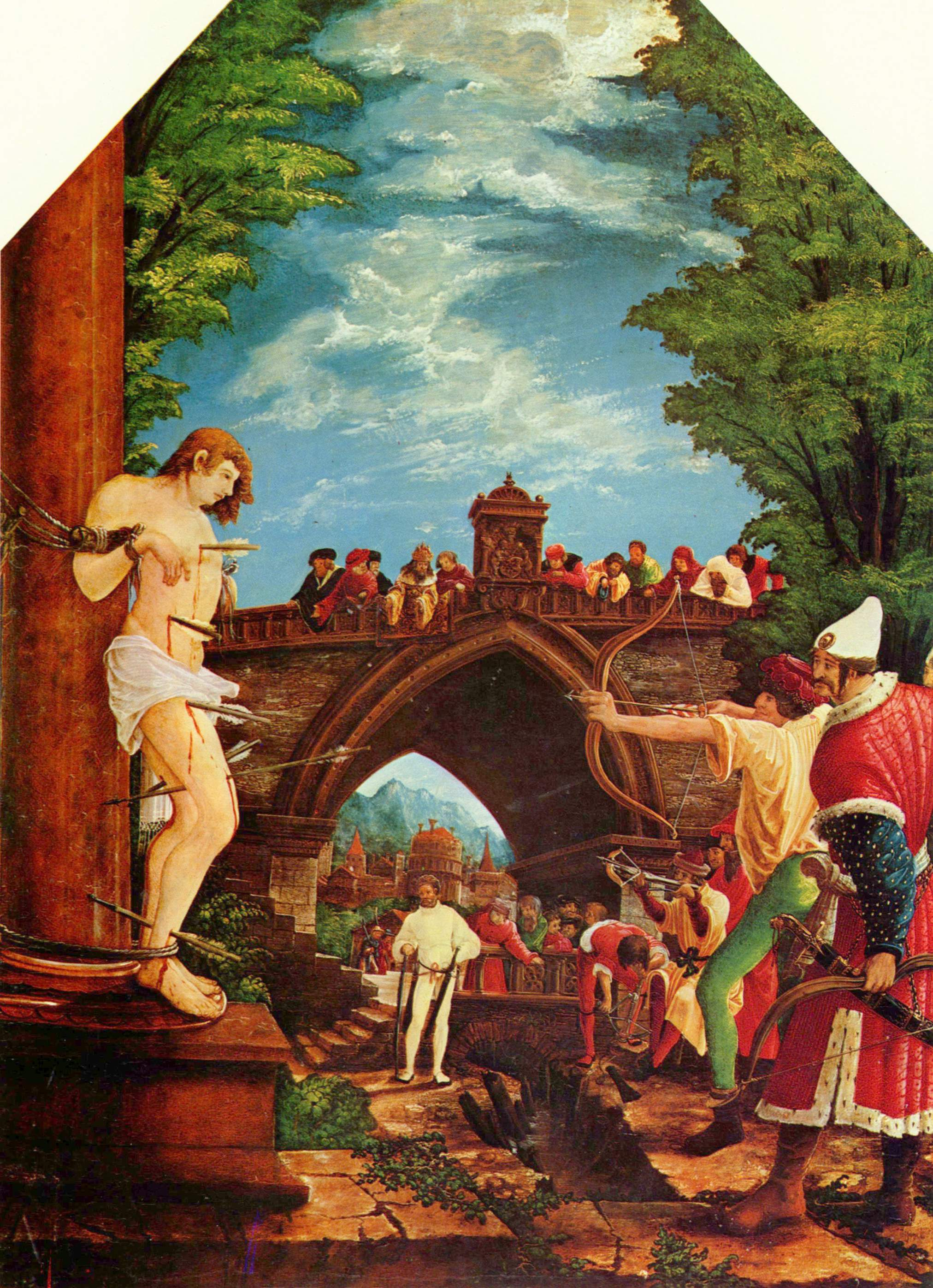
Umučení sv. Šebestiána
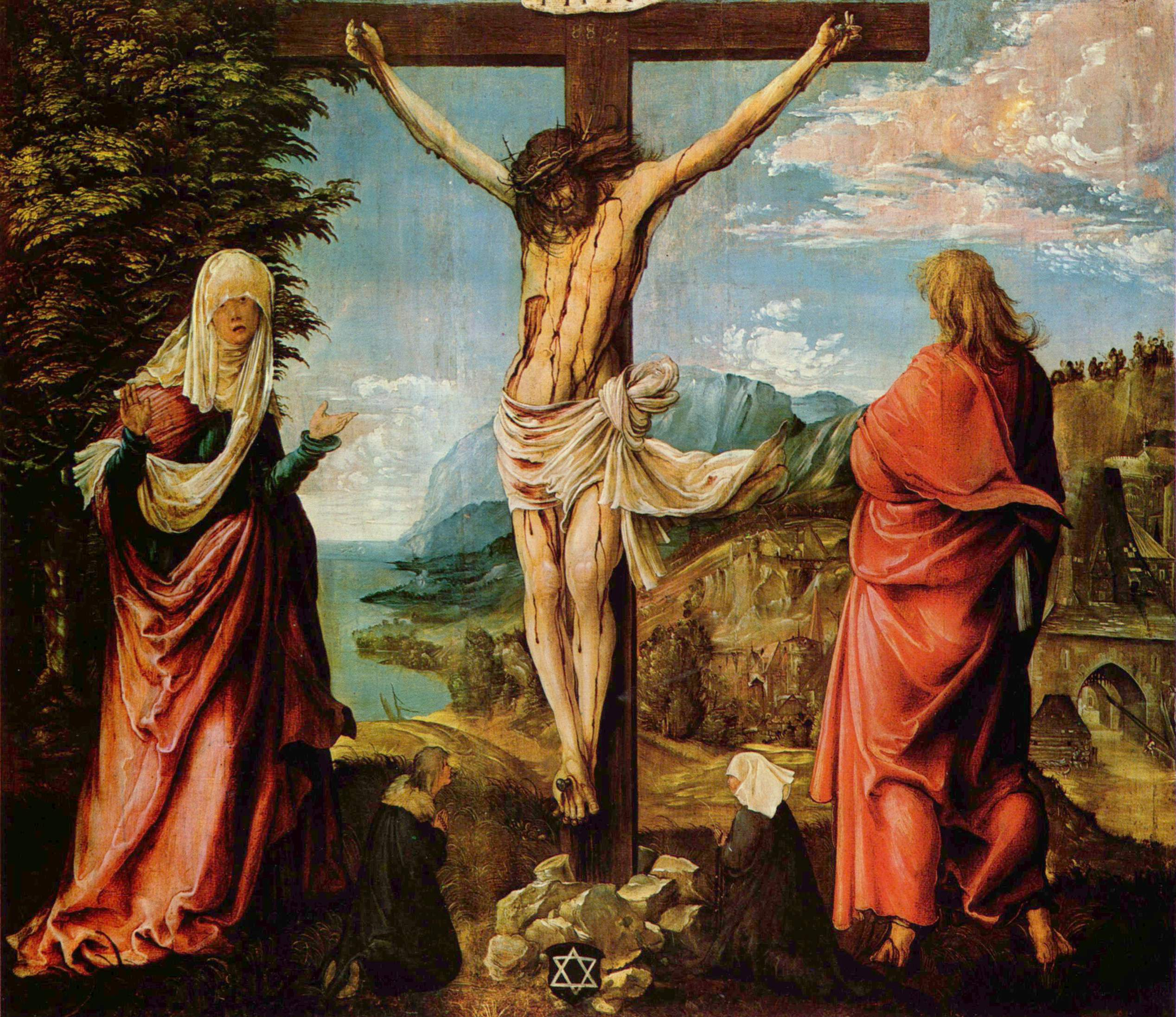
Kalvárie

- Odpočinek na útěku do Egypta – olej na dřevě, rok 1510, 57×38 cm, Gemäldegalerie, Berlín – malíř použil neobvyklou kompozici, v poklidu odpočívající rodina kontrastuje s drsnou krajinou, což upozorňuje na strastiplnou cestu Svaté rodiny. Podle nápisu vpravo dole obraz Altdorfer zasvětil zbožnému srdci Panny Marie. Dílo obsahuje řadu skrytých narážek: například románská zřícenina odkazuje na zřícení chrámu během Kristova příjezdu do města Sotinen.
- Dunajská krajina se zámkem Wörth u Řezna – pergamen na dřevě, po roce 1520, 30,5×22,2 cm, Alte Pinakothek, Mnichov – jeden z prvních topograficky přesných obrazů krajiny. Krajina již neslouží jen jako pozadí figurálního výjevu, v sevřené kompozici se podařilo zachytit atmosféru přírody.
- Alexandrova bitva – olej na dřevě, 1529, rozměry 158,4×120,3 cm – obraz byl namalován pro bavorského vévodu Viléma IV. (1493–1556) a jeho choť Jacobaeu jako součást souboru historických maleb, které pro vévodský pár vytvářeli různí malíři. Na Altdorfově velkolepém výjevu je v pozadí krajina, představující východní Středomoří s ostrovem Kypr a v dálce, v pozadí s Egyptem. V popředí je zobrazen Alexandr Veliký (356–323 př. n. l.) vítězící nad perským králem Dareiem III. v bitvě u Issu v roce 333 př. n. l. Alexandr na obrněném bitevním koni uprostřed množství válečníků, pod provazem visícím ze spodního okraje tabule s nápisem, se žene na Dareia. Perský král ve válečném voze se dal na útěk. Pohyb bitevní vřavy kopírují vířící mraky. Tím Altdorfer umocňuje dramatický ráz dění. Setřením obrysů hor a mraků dosahuje malíř dojmu přírodního jevu jakoby vytrženého ze skutečnosti.
- Zuzana v lázni – olej na dřevě, 1526, 74,8×61,2 cm, Alte Pinakothek, Mnichov – výjev ukazuje starozákonní příběh o cudné Zuzaně. Květina na dívčině klíně a uzavřená zahrada jsou symbolem její nevinnosti. Psíček na jejím klíně je symbolem manželské věrnosti. Zuzanina koupel je omezena na omývání nohou, při které jí pomáhají dvě komorné. Detail scény je ukázán na dalším obrázku. Zuzanu pozorují dva soudci a dotírají na ni. Dívka je odmítá. Soudci Zuzanu ze msty obviní z cizoložství. Až prorok Daniel usvědčil soudce ze lži.
- Utrpení sv. Floriána – olej na dřevě, okolo 1518, 76,4×67,2 cm, Galleria degli Uffizi, Florencie – deskový obraz je pokračováním série ze sedmi či osmi výjevů ze života sv. Floriána. Římský legionář podle legendy z Rakouska odešel na pomoc pronásledovaným křesťanům. Nakonec sám padl do zajetí. Nejprve byl mučen a posléze s mlýnský kamenem utopen v řece Emži. Tento okamžik Altdorfer zobrazil na jedné z nejvýznamnějších maleb.
- Alegorie – olej na dřevě, 28,7×41 cm, Gemäldegaleie, Berlín – námětem je protiklad bohatství a chudoby. Na dlouhé vlečce boháče sedí žebráci. Malíř ukazuje na lidskou bídu před prahy zámožných osob. Altdorfer vážnost tématu zlehčuje zobrazením záhadné, fantaskní krajiny, zaplavené světlem a rozprostírající se do dálky. Uprostřed této krajiny se zářící figury slévají do jednoho celku.
- Umučení sv. Šebestiána – olej na dřevě, 1509–1516, 128,5×94,3 cm, klášterní kostel sv. Floriána, Linec, Horní Rakousko[2]

### Další významná díla
- Slet čarodějnic, 1506, Museé du Louvre, Paříž
- Listnatý les se sv. Jiřím, 1510, Alte Pinakothek, Mnichov
- Pašijový oltář, okolo 1515, Augustiner-Chorherrenstif, St. Florian u Lince

## Grafika
Pracoval technikami kolorované kresby na pergamenu, dřevořezu nebo mědirytiny, vytvořil kolem stovky grafických listů. K nejvýznamnějším patří jeho cyklus kolorovaných listů Triumfální průvod ke korunovaci císaře Maxmiliána I. (1517-1518) a jeden z nejfrekventovanějších portrétů Martina Luthera.

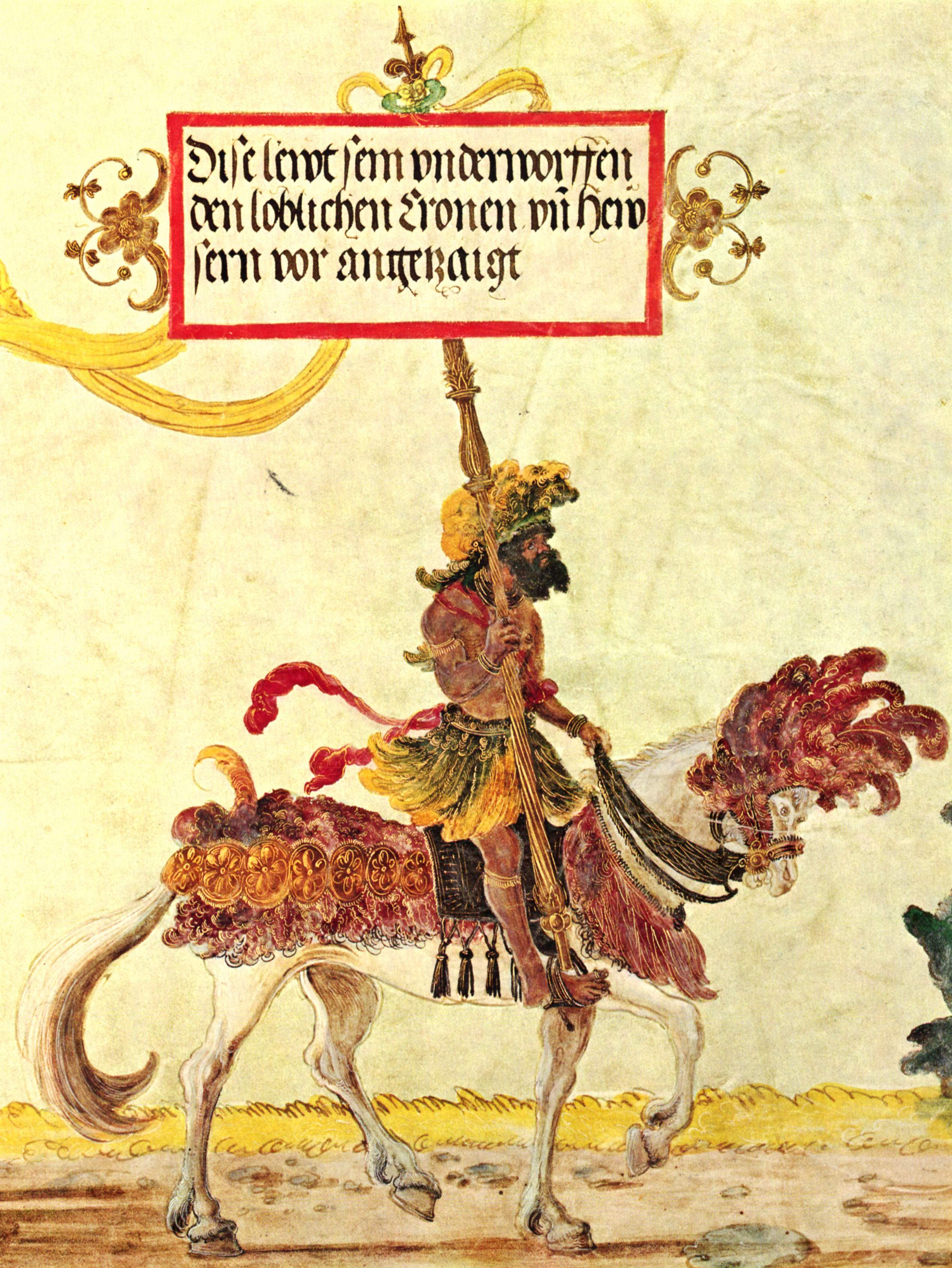
Z triumfálního průvodu Maxmiliána I.
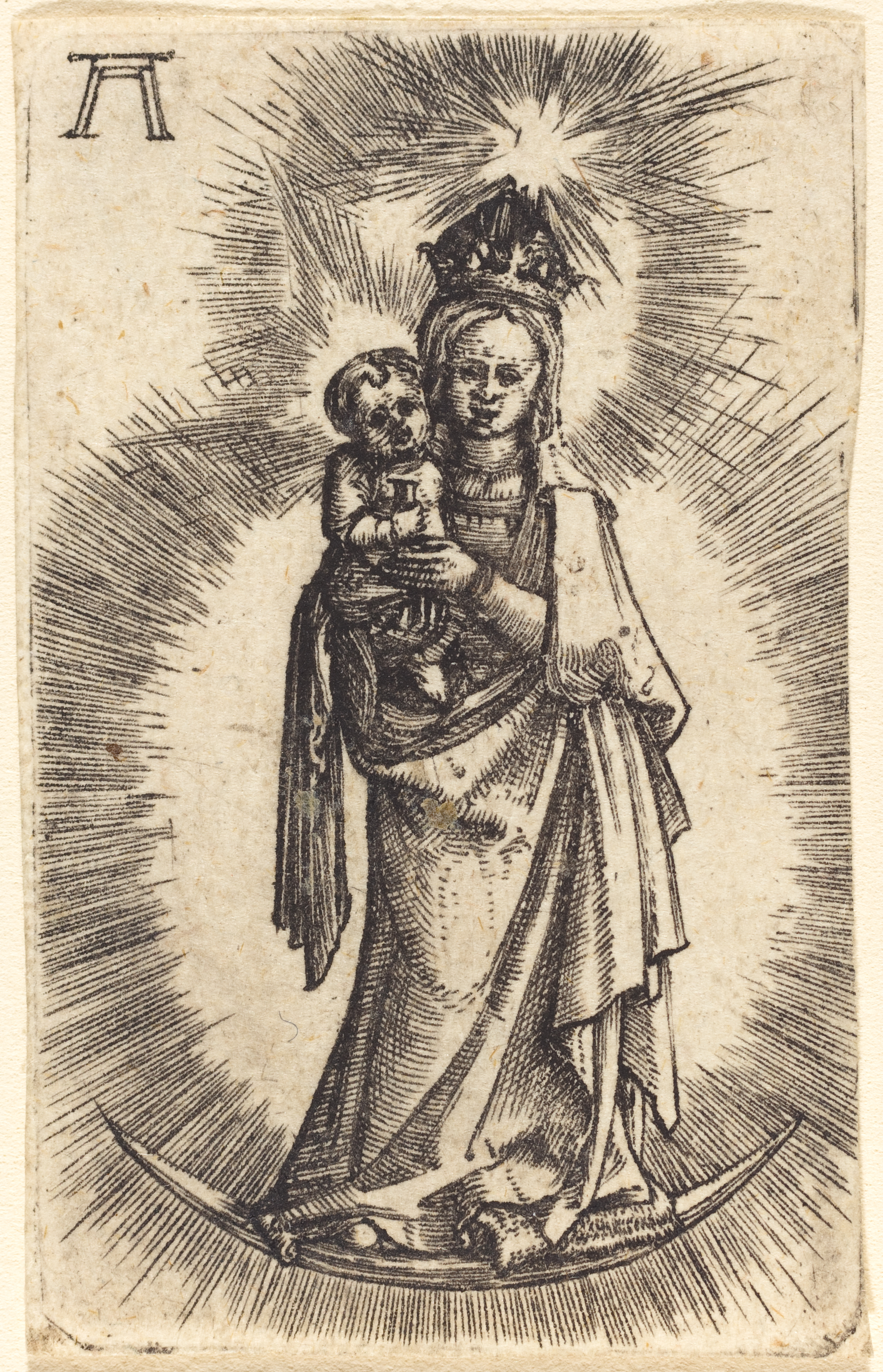
Panna Marie Assumpta, asi 1515–1518
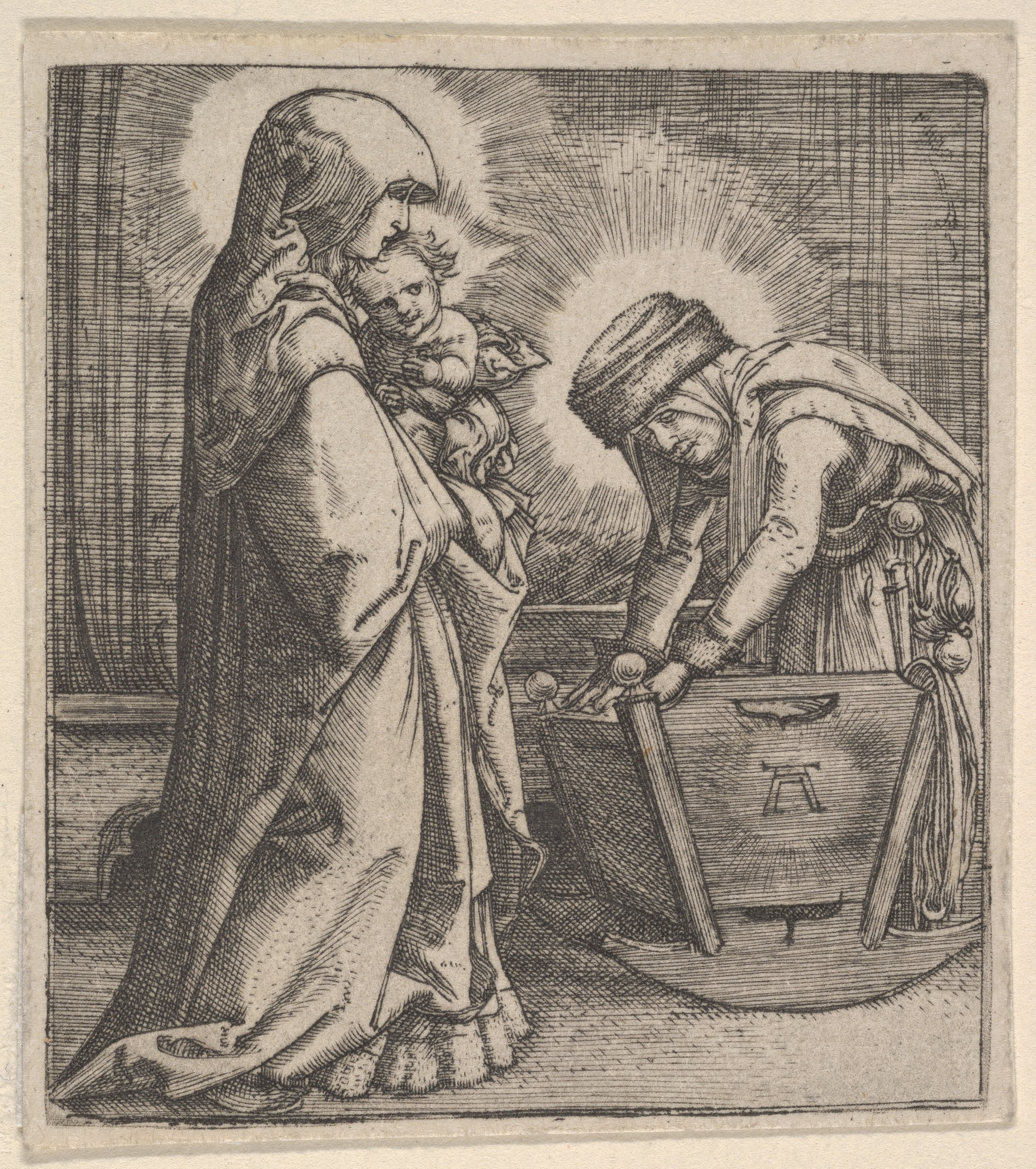
Panna Marie s dítětem a sv. Annou u jeslí
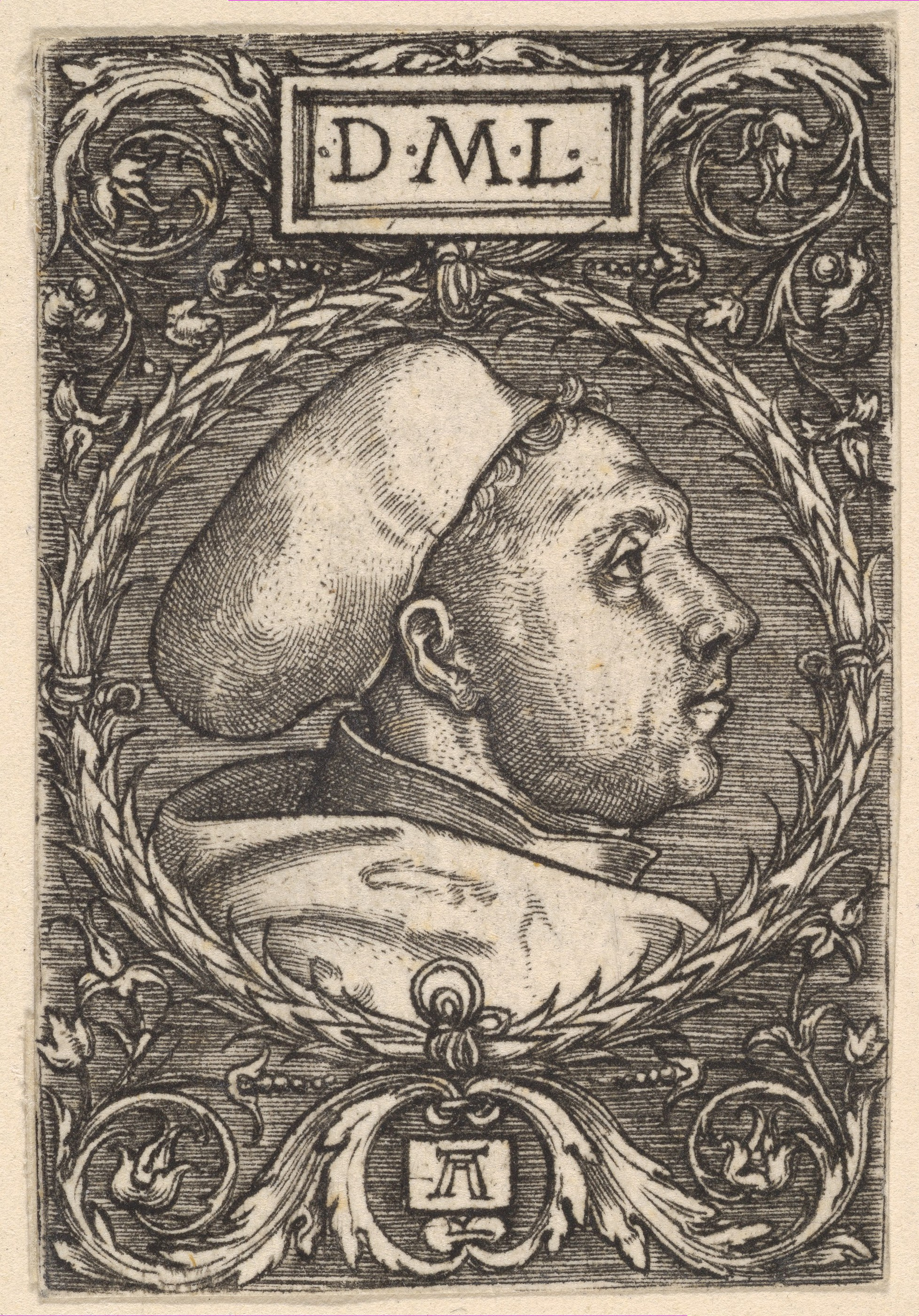
Martin Luther v čepici univerzitního mistra
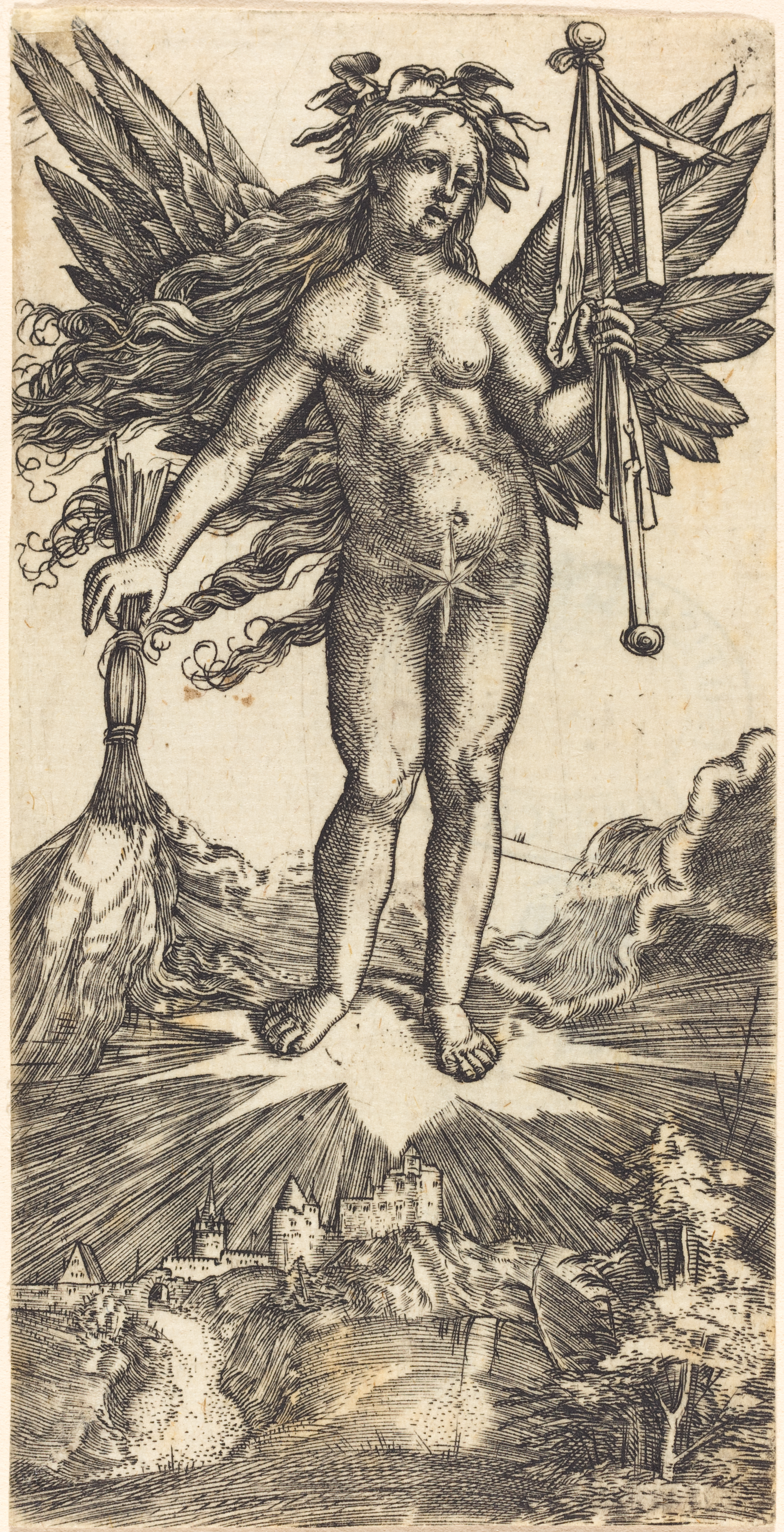
Personifikace Síly a štěstí (?)

## Zastoupení v českých sbírkách
- Utrpení sv. Floriána, oltářní křídlo?, Národní galerie v Praze[3]